# Solymosi Tamás (táncművész)
Solymosi Tamás (Budapest, 1971. január 14. –) Kossuth- és Harangozó-díjas magyar táncművész, balettművész, koreográfus, balettmester, érdemes- és kiváló művész. 2013-tól a Magyar Nemzeti Balett igazgatója.

## Életpályája
1990-ben diplomázott az Állami Balettintézetben, mestere Dózsa Imre volt. Tanulmányait Leningrádban, Moszkvában és Monte-Carlóban folytatta. Később az amszterdami Het National Ballet szólistája volt, majd Rudolf Nurejev meghívására Ausztráliában turnézott. 1992-ben az Angol Nemzeti Balett, 1993-ban a Bécsi Állami Opera balettegyüttesének vezető szólistája volt. Vendégszerepelt a világ jelentős operáiban, természetesen a Magyar Állami Operaházban is.
2006-ban a Magyar Táncművészeti Főiskola igazgatóhelyettese lett. 2011-től megbízott, majd 2013-tól kinevezett balettigazgatója a Magyar Nemzeti Balettnek. 2016-ban alapította meg az Operaházon belül a Magyar Nemzeti Balettintézetet.
Solymosi Zoltán táncművész öccse.

## Főbb szerepei
- A hattyúk tava (Herceg) / Nurejev-Sztrucskova-Nagy Iván-van Danzig
- Csipkerózsika (Herceg) / Nurejev-Wright
- Manon Lescaut (Lescaut és Des Grieux) / MacMillan
- Hamupipőke (Herceg) / Ashton - Stevenson
- Anna Karenina (Vronszkij) / Pártay Lilla
- Spartacus (Crassus) / Seregi László
- A diótörő (Herceg) / Grigorovics-Stevenson-Vajnonen-Eaghing-Page
- Rómeó és Júlia (Rómeó, Mecutio, Tybald) / Cranko-van Dantzig
- A makrancos Kata (Petruchio) / Seregi László
- Szentivánéji álom (Theseus, Oberon) / Neumeier
- Amadé (Salieri) / Zanella
- Raymonda (Jean de Brienne) / Nurejev-Holmes
- Sylvia (Orion) / Seregi László
- Anyegin (címszerep) / Cranko
- Bajadér (Szolor) / Makarova

## Díjai
- Vécsey Elvira-díj (1990)
- EuróPAS Magyar Táncdíj (1998)
- Harangozó Gyula-díj (2001)
- Gundel Művészeti Díj (2003)
- Magyar Balett- és Kortárstánc-művészetért Díj (2004), fődíj
- Érdemes művész (2006)
- Kiváló művész (2018)
- Kossuth-díj (2025)[8]